# Discographie de Tokio Hotel
La discographie de Tokio Hotel, groupe allemand de pop, est composée de 7 albums studio, 2 albums live, 3 compilation et 5 dvd.

## Albums studio
| Année | Album                                                                          | Charts               | Charts                 | Charts               | Charts            | Charts                 | Charts                 | Charts              | Charts               | Charts              | Charts              | Charts                 | Charts               | Charts              | Charts                | Charts             | Certification                                                                        |
| Année | Album                                                                          | Drapeau de la France | Drapeau de la Belgique | Drapeau de la Suisse | Drapeau du Canada | Drapeau des États-Unis | Drapeau de l'Allemagne | Drapeau de l'Italie | Drapeau de l'Espagne | Drapeau du Portugal | Drapeau du Danemark | Drapeau de la Finlande | Drapeau des Pays-Bas | Drapeau de la Suède | Drapeau de l'Autriche | Drapeau du Mexique | Certification                                                                        |
| ----- | ------------------------------------------------------------------------------ | -------------------- | ---------------------- | -------------------- | ----------------- | ---------------------- | ---------------------- | ------------------- | -------------------- | ------------------- | ------------------- | ---------------------- | -------------------- | ------------------- | --------------------- | ------------------ | ------------------------------------------------------------------------------------ |
| 2002  | Devilish - 1er album studio - Sortie : 2 janvier 2003 - Formats : CD, Cassette | —                    | —                      | —                    | —                 | —                      | —                      | —                   | —                    | —                   | —                   | —                      | —                    | —                   | —                     | —                  |                                                                                      |
| 2005  | Schrei - 2e album studio - Sortie : 19 septembre 2005 - Formats : CD           | 12                   | 28                     | 3                    | —                 | —                      | 1                      | —                   | —                    | —                   | —                   | 36                     | —                    | —                   | 1                     | —                  | - BVMI : 3 × Or - BEA : Or - IFPI AUT : 2 × Platine - IFPI SWI : Or - SNEP : Platine |
| 2007  | Zimmer 483 - Formats : CD,                                                     | 1                    | 1                      | 2                    | —                 | —                      | 1                      | —                   | 3                    | —                   | 11                  | 13                     | 23                   |                     | 2                     | 72                 | - BEA : Or - IFPI AUT : Platine - IFPI SUI : Or - SNEP : Or                          |
| 2009  | Humanoid - Formats : CD                                                        | 3                    | 5                      | 6                    | 11                | 35                     | 1                      | 2                   | 2                    | 2                   | 16                  | 9                      | 6                    | 8                   | 8                     | 7                  | - BEA : Or - FIMI : Or - SNEP : Or - ESP : Or                                        |
| 2014  | Kings of Suburbia - Formats : CD, Vinyle                                       | 6                    | —                      | 2                    | —                 | —                      | 2                      | —                   | 27                   | —                   | —                   | —                      | —                    | —                   | 8                     | —                  |                                                                                      |
| 2017  | Dream Machine - Formats : CD, Vinyle                                           | 56                   | 23                     | 15                   | —                 | —                      | 5                      | 30                  | 53                   | 28                  | 52                  | 30                     | —                    | —                   | 10                    | —                  |                                                                                      |
| 2022  | 2001 - Formats : CD, Vinyle                                                    |                      | 63                     | 43                   |                   |                        | 10                     |                     |                      |                     |                     |                        |                      |                     | 45                    |                    |                                                                                      |

## Albums live
| 2007 | Zimmer 483 - Live in Europe - Formats : CD, DVD | 61 | 40 | 33 | 34 | 34 | 67 |
| 2010 | Humanoid City Live - Formats : CD, DVD          | 21 | 74 | 37 | —  | 36 | 58 |

## Compilations
| Année | Album                                   | Charts               | Charts                 | Charts               | Charts            | Charts                 | Charts                 | Charts              | Charts               | Charts              | Charts              | Charts                 | Charts               | Charts              | Charts                | Charts             | Charts              | Charts            | Certification |
| Année | Album                                   | Drapeau de la France | Drapeau de la Belgique | Drapeau de la Suisse | Drapeau du Canada | Drapeau des États-Unis | Drapeau de l'Allemagne | Drapeau de l'Italie | Drapeau de l'Espagne | Drapeau du Portugal | Drapeau du Danemark | Drapeau de la Finlande | Drapeau des Pays-Bas | Drapeau de la Suède | Drapeau de l'Autriche | Drapeau du Mexique | Drapeau de la Grèce | Drapeau de Taïwan | Certification |
| ----- | --------------------------------------- | -------------------- | ---------------------- | -------------------- | ----------------- | ---------------------- | ---------------------- | ------------------- | -------------------- | ------------------- | ------------------- | ---------------------- | -------------------- | ------------------- | --------------------- | ------------------ | ------------------- | ----------------- | ------------- |
| 2007  | Scream - Formats : CD                   | 6                    | 6                      | 26                   | 6                 | 39                     | 1                      | 2                   | 24                   | 6                   | 29                  | 27                     | 10                   | 1                   | 27                    | 18                 |                     |                   | - SNEP : Or   |
| 2010  | Best of - Formats : CD, DVD             | 5                    |                        | 97                   |                   |                        | 2                      |                     | 6                    |                     |                     |                        | 95                   |                     |                       | 22                 | 24                  | 2                 |               |
| 2011  | Darkside of the Sun - Formats : CD, DVD |                      |                        |                      |                   |                        |                        |                     |                      |                     |                     |                        |                      |                     |                       |                    |                     |                   |               |

## Rééditions
- 2006 : Schrei, so laut du kannst : réédition de l'album Schrei (2005)
- 2008 : Scream America ! : réédition de l'album Scream (2007)

## Singles
| Année                 | Single                                 | Meilleur Position | Meilleur Position | Meilleur Position | Meilleur Position | Meilleur Position | Meilleur Position | Meilleur Position | Meilleur Position | Meilleur Position | Meilleur Position | Meilleur Position | Meilleur Position | Meilleur Position | Meilleur Position | Album               |
| Année                 | Single                                 | ALL               | AUT               | SUI               | FRA               | DAN               | P-B               | BEL(F)            | BEL(W)            | SUE               | ITA               | RUS               | A.N.              | POR               | A.S.              | Album               |
| --------------------- | -------------------------------------- | ----------------- | ----------------- | ----------------- | ----------------- | ----------------- | ----------------- | ----------------- | ----------------- | ----------------- | ----------------- | ----------------- | ----------------- | ----------------- | ----------------- | ------------------- |
| 2005                  | Durch den Monsun                       | 1                 | 1                 | 5                 | 1                 | —                 | 71                | —                 | 6                 | —                 | —                 | —                 | —                 | —                 | —                 | Schrei              |
| 2005                  | Schrei                                 | 1                 | 3                 | 18                | 1                 | —                 | 42                | —                 | —                 | —                 | —                 | —                 | —                 | —                 | —                 | Schrei              |
| 2006                  | Rette mich                             | 1                 | 1                 | 6                 | —                 | —                 | —                 | —                 | —                 | —                 | —                 | —                 | —                 | —                 | —                 | Schrei              |
| 2006                  | Der letzte Tag / Wir schließen uns ein | 1                 | 1                 | 7                 | 2                 | —                 | —                 | —                 | —                 | —                 | —                 | —                 | —                 | —                 | —                 | Schrei              |
| 2007                  | Übers Ende der Welt                    | 1                 | 1                 | 2                 | 1                 | 3                 | 31                | 26                | 30                | —                 | —                 | —                 | —                 | —                 | —                 | Zimmer 483          |
| 2007                  | Spring nicht                           | 1                 | 7                 | 21                | 1                 | 10                | 22                | 39                | —                 | —                 | —                 | —                 | —                 | —                 | —                 | Zimmer 483          |
| 2007                  | An deiner Seite (Ich bin da)           | 1                 | 6                 | —                 | 1                 | —                 | —                 | —                 | —                 | —                 | —                 | —                 | —                 | —                 | —                 | Zimmer 483          |
| 2007                  | Monsoon                                | 1                 | —                 | 69                | 1                 | 14                | 6                 | 8                 | 47                | 23                | 3                 | —                 | 89                | 18                | 10                | Scream              |
| 2007                  | Ready, Set, Go                         | 1                 | —                 | —                 | 1                 | —                 | 31                | 47                | 26                | —                 | —                 | —                 | 80                | 3                 | 36                | Scream              |
| 2007                  | Scream                                 | 6                 | —                 | —                 | 3                 | —                 | —                 | —                 | —                 | —                 | —                 | —                 | —                 | 1                 | 10                | Scream              |
| 2008                  | Don't Jump                             | —                 | —                 | —                 | —                 | —                 | 22                | —                 | —                 | —                 | —                 | —                 | —                 | 2                 | 24                | Scream              |
| 2008                  | Heilig                                 | —                 | —                 | —                 | 11                | —                 | —                 | —                 | —                 | —                 | —                 | —                 | —                 | —                 | —                 | Zimmer 483          |
| 2008                  | 1000 Oceans                            | 2                 | —                 | —                 | 1                 | —                 | —                 | —                 | —                 | —                 | —                 | —                 | —                 | —                 | —                 | Zimmer 483          |
| 2009                  | Automatisch/Automatic                  | 1                 | 13                | 48                | 2                 | —                 | 75                | 23                | 16                | 36                | —                 | —                 | —                 | —                 | —                 | Humanoid            |
| 2010                  | Lass uns Laufen / World behind my Wall | 1                 | —                 | —                 | 4                 | —                 | —                 | 18                | —                 | —                 | —                 | —                 | —                 | —                 | —                 | Humanoid            |
| 2010                  | Hurricanes and Suns                    | 3                 | —                 | —                 | 8                 | —                 | —                 | —                 | —                 | —                 | —                 | —                 | —                 | —                 | —                 | Best of             |
| 2010                  | Mädchen aus dem All                    | 2                 | —                 | —                 | —                 | —                 | —                 | —                 | —                 | —                 | —                 | —                 | —                 | —                 | —                 | Best of             |
| 2011                  | Darkside of the Sun                    | -                 | —                 | —                 | -                 | —                 | —                 | —                 | —                 | —                 | —                 | —                 | —                 | 22                | —                 | Darkside of the Sun |
| 2014                  | Run run run                            | -                 | -                 | -                 | 80                | —                 | —                 | —                 | —                 | —                 | —                 | —                 | —                 | —                 | —                 | Kings of Suburbia   |
| 2014                  | Girl got a Gun                         | -                 | -                 | -                 | 108               | —                 | —                 | —                 | —                 | —                 | —                 | —                 | —                 | —                 | —                 | Kings of Suburbia   |
| 2014                  | Love Who Loves You Back                | 3                 | 6                 | 14                | 9                 | —                 | —                 | —                 | —                 | —                 | —                 | —                 | —                 | —                 | —                 | Kings of Suburbia   |
| 2015                  | Feel It All                            | -                 | -                 | -                 | -                 | —                 | —                 | —                 | —                 | —                 | —                 | —                 | —                 | —                 | —                 | Kings of Suburbia   |
| 2016                  | Something New                          | -                 | -                 | -                 | -                 | —                 | —                 | —                 | —                 | —                 | —                 | —                 | —                 | —                 | —                 | Dream Machine       |
| 2016                  | What If                                | 2                 | -                 | -                 | 8                 | —                 | —                 | —                 | —                 | —                 | 3                 | —                 | —                 | —                 | —                 | Dream Machine       |
| 2017                  | Boy Don’t Cry                          | -                 | -                 | -                 | -                 | —                 | —                 | —                 | —                 | —                 | -                 | —                 | —                 | —                 | —                 | Dream Machine       |
| 2017                  | Easy                                   | -                 | -                 | -                 | -                 | —                 | —                 | —                 | —                 | —                 | -                 | —                 | —                 | —                 | —                 | Dream Machine       |
| 2019                  | Melancholic Paradise                   | -                 | -                 | -                 | -                 | —                 | —                 | —                 | —                 | —                 | -                 | —                 | —                 | —                 | —                 | N/A                 |
| 2019                  | When it rains it pours                 | -                 | -                 | -                 | -                 | —                 | —                 | —                 | —                 | —                 | -                 | —                 | —                 | —                 | —                 | N/A                 |
| 2019                  | Chateau                                | 59                | 51                | 43                | 49                | 175               | —                 | —                 | —                 | —                 | 113               | 71                | —                 | —                 | —                 | N/A                 |
| 2020                  | Durch den Monsun 2.0                   | -                 | -                 | -                 | -                 | —                 | —                 | —                 | —                 | —                 | -                 | —                 | —                 | —                 | —                 | 2001                |
| 2020                  | Berlin (featuring VVAVES)              | -                 | -                 | -                 | -                 | —                 | —                 | —                 | —                 | —                 | -                 | —                 | —                 | —                 | —                 | 2001                |
| 2021                  | White Lies (featuring VIZE)            | 13                | 17                | 28                | -                 | —                 | —                 | —                 | —                 | —                 | -                 | 28                | —                 | —                 | —                 | 2001                |
| 2021                  | Here comes the night                   | -                 | -                 | -                 | -                 | —                 | —                 | —                 | —                 | —                 | -                 | —                 | —                 | —                 | —                 | 2001                |
| 2022                  | Bad Love                               | -                 | -                 | -                 | -                 | —                 | —                 | —                 | —                 | —                 | -                 | -                 | —                 | —                 | —                 | 2001                |
| 2022                  | HIM                                    | -                 | -                 | -                 | -                 | —                 | —                 | —                 | —                 | —                 | -                 | -                 | —                 | —                 | —                 | 2001                |
| 2022                  | When We Were Young                     | -                 | -                 | -                 | -                 | —                 | —                 | —                 | —                 | —                 | -                 | -                 | —                 | —                 | —                 | 2001                |
| 2022                  | Happy People feat. Daði Freyr          | -                 | -                 | -                 | -                 | —                 | —                 | —                 | —                 | —                 | -                 | -                 | —                 | —                 | —                 | 2001                |
| 2023                  | Your Christmas                         | 42                | -                 | -                 | -                 | —                 | —                 | —                 | —                 | —                 | -                 | -                 | —                 | —                 | —                 | N/A                 |
| 2024                  | Week-end                               | -                 | -                 | -                 | -                 | —                 | —                 | —                 | —                 | —                 | -                 | -                 | —                 | —                 | —                 | TBA                 |
| 2024                  | Colors of the wind                     | -                 | -                 | -                 | -                 | —                 | —                 | —                 | —                 | —                 | -                 | -                 | —                 | —                 | —                 | A Whole New Sound   |
| Nombre de numéros 1   | Nombre de numéros 1                    | 5                 | 4                 | 0                 | 0                 | 0                 | 0                 | 0                 | 0                 | 0                 | 0                 | 0                 | 0                 | 1                 | 0                 |                     |
| Nombre dans le Top 10 | Nombre dans le Top 10                  | 8                 | 7                 | 4                 | 5                 | 1                 | 1                 | 1                 | 1                 | 0                 | 1                 | 0                 | 0                 | 3                 | 2                 |                     |

## Participation
- 2007 : Instant Karma! sur l’album Instant Karma: The Amnesty International Campaign to Save Darfur[11]
- 2010 : Strange avec Kerli sur l’album Almost Alice
- 2012 : If I Die Tomorrow avec Far East Movement sur l'album Dirty Bass
- 2014 : I Am avec Rock Mafia, Wyclef Jean, David Correy pour l’album FIFA 14 Soundtrack
- 2015 : Imagine pour Unicef
- 2018 : Vogel aus Gold avec Nisse sur l’album Ciao
- 2021 : Behind Blue Eyes avec Vize.
- 2021 : Sorry Not Sorry sur l’album Chieff loves you de Badchieff.
- 2022 : Fahr mit mir (4x4) avec Kraftklub sur l’album Kargo

## DVD
| Année | Titre                               | Meilleure position dans le Hit-parade | Meilleure position dans le Hit-parade | Meilleure position dans le Hit-parade | Meilleure position dans le Hit-parade | Meilleure position dans le Hit-parade |
| Année | Titre                               | FR                                    | DE                                    | AT                                    | CH                                    |                                       |
| ----- | ----------------------------------- | ------------------------------------- | ------------------------------------- | ------------------------------------- | ------------------------------------- | ------------------------------------- |
| 2005  | Leb die Sekunde - Behind the Scenes | 4                                     | 13                                    | 1                                     | 39                                    |                                       |
| 2006  | Schrei Live                         | 1                                     | —                                     | 1                                     | —                                     |                                       |
| 2007  | Zimmer 483 - Live in Europe         | 1                                     | 2                                     | 3                                     | 34                                    |                                       |
| 2008  | Tokio Hotel TV – Caught on Camera   | 3                                     | 2                                     | 5                                     | 3                                     |                                       |
| 2010  | Humanoid City Live                  | 1                                     | 1                                     | 5                                     | 1                                     |                                       |
| 2018  | Hinter Die Welt                     | -                                     | -                                     | 1                                     | -                                     |                                       |

## Autres titres
- Wir schließen uns ein (face B du single Der letzte Tag)
- Frei im freien Fall (face B du single Der letzte Tag)
- Instant Karma (reprise du titre de John Lennon pour la compilation allemande Come Together - A Tribute to BRAVO)
- Hilf mir fliegen (face B du single Übers Ende der Welt)
- Monsun O koete (version japonaise de Durch den Monsun)
- Geh (face B du single An Deiner Seite et face B du single Don't jump)
- Strange [avec Kerli] (BO du film Alice au Pays des merveilles)

## Musiques de film

### 2008
- By Your Side (version anglaise de la chanson An deiner seite, extraite de l'album Zimmer 483), apparaît dans une scène du film américain Prom Night (sorti le 30 juillet 2008 en France, remake du film du même nom de David Lynch sorti en 1980)[15].
- An deiner Seite apparaît au générique du film allemand Die Rote Zora.
- Scream apparaît au générique et dans une scène du film mexicain Bajo la Sal[16].